# Isola Deception
L'isola Deception (letteralmente “isola dell’Inganno”) è un'isola situata in Antartide, nelle isole Shetland Meridionali. Si trova a 120 km a nord-est della penisola Antartica.
I soli luoghi abitati dell'isola sono costituiti da basi di ricerca scientifica dipendenti dalle Forze Armate argentine e spagnole.

## Storia
Il primo avvistamento accertato dell'isola fu eseguito dai cacciatori di foche britannici William Smith e Edward Bransfield con il brigantino Williams nel gennaio 1820. Fu poi visitata ed esplorata per la prima volta dall'esploratore americano Nathaniel Palmer sulla nave Hero nell'estate australe seguente, il 15 novembre 1820. Palmer rimase nella zona per due giorni, esplorando la baia centrale.
Palmer la chiamò "Deception Island" (in lingua inglese: Isola dell'inganno) per via del suo ingannevole aspetto di isola normale, mentre la stretta entrata attraverso il Neptune's Bellows permise di scoprire che in realtà ha la forma di un anello attorno ad una caldera allagata.

## Geografia
L'isola ha una forma a ferro di cavallo, pressoché circolare, con un diametro di circa 12 km. Il punto più alto è di 576 metri, nei pressi del monte Pond che ha un'altezza di 539 metri. Il centro dell'isola è costituito da una caldera che è stata riempita dal mare formando una grande baia, chiamata Porto Foster. Tale baia ha una stretta entrata chiamata "Mantice di Nettuno" (Neptune's Bellows). Sul bordo interno della baia vi sono numerose Maare tra le quali la Baia dei Balenieri, delimitata da un’ampia spiaggia con sabbia nera. Il vulcano è ancora attivo e nel 1967 e nel 1969 vi sono state due violente eruzioni, che hanno provocato la distruzione della stazione scientifica cilena e l'abbandono della stazione scientifica britannica.
Il 26 agosto 2009, gli enti cartografici che mappano il Territorio antartico britannico, hanno denominato un piccolo lago vulcanico (255 metri di diametro) di Deception Island con il nome di "Ajmonecat Lake" in onore di Giovanni Ajmone Cat.

## Conservazione
Due aree dell'isola sono state designate come Aree Specialmente Protette dell'Antartide (ASPA):
- la prima (codice ASPA 140) comprende 11 siti geotermali attivi, per complessivi 2,57 km2, che ospitano una flora ricca di endemismi antartici e offrono opportunità uniche per lo studio dei processi di colonizzazione da parte delle specie pioniere.[6]
- la seconda (codice ASPA 145) comprende due aree marine vulcaniche nella baia di Porto Foster, per complessivi 2,24 km2, considerate di eccezionale interesse ecologico per la fauna bentonica ospitata.[7]